# Paradonus obliquatulus
Paradonus obliquatulus là một loài bọ cánh cứng trong họ Elateridae. Loài này được Melsheimer miêu tả khoa học năm 1848.